# Lachalade
Lachalade es una comuna francesa situada en el departamento de Mosa, en la región de Gran Este. Tiene una población estimada, en 2019, de 50 habitantes.

## Demografía[1]
| 519 | 558 | 573 | 589 | 666 | 655 | 652 | 643 | 573 | 577 | 579 | 592 | 528 | 546 | 577 | 540 | 521 | 465 | 414 | 401 | 335 | 92 | 133 | 163 | 128 | 128 | 85 | 156 | 131 | 81 | 68 | 57 | 56 | 61 | 50 |
| Para los censos de 1962 a 1999 la población legal corresponde a la población sin duplicidades (Fuente: INSEE [Consultar]) |     |     |     |     |     |     |     |     |     |     |     |     |     |     |     |     |     |     |     |     |    |     |     |     |     |    |     |     |    |    |    |    |    |    |

## Monumentos
- Abadía cisterciense. Los edificios monásticos fueron reconstruidos en el siglo XVII.[5]
- Iglesia del siglo XIV.[5]